# Графічні технології
Графічні технології — основні категорії специфічних графічних технологій у видавництві.

## Перелік графічних технологій
1. побудова діаграм та графіків за числовим табличним матеріалом;
2. маніпулювання шрифтами та елементами оформлення, видавнича графіка (в тому числі такі її підрозділи, як видання нотні, або рельєфним шрифтом для незрячих), оформлення вебсайтів (вебдизайн);
3. побудова схем та планів (механічних, електричних, структурних, територіальних тощо) і виконання відповідних спеціалізованих розрахунків щодо модельованих об'єктів;
4. комп'ютерна анімація та ігрові технології: моделювання зовнішнього вигляду і поведінки реальних чи уявних об'єктів;
5. опрацювання цифрових фотографій та відео;
6. керування верстатами і цілими виробничими комплексами з числовим програмним управлінням, автоматизоване створення виробів зі складною структурою (електронних пристроїв, автомобілів, тканин, харчових продуктів тощо);
7. конвертування даних з одних форматів у інші.